# Bake Off Italia: The Professionals - Affari di famiglia
Bake Off Italia: The Professionals - Affari di famiglia è uno spin-off di Bake Off Italia - Dolci in forno, in cui a competere sono famiglie di pasticceri professionisti. Il programma, prodotto da Magnolia, va in onda dal 9 dicembre 2022 su Real Time, ed è stato presentato da Benedetta Parodi. I giudici sono Ernst Knam, Damiano Carrara e Tommaso Foglia.

## Il programma

### Sfide
- La prova vetrina: I concorrenti dovranno rivisitare un dolce e replicarlo in numerose piccole quantità perfettamente uguali, proprio come fanno nelle loro pasticcerie.
- La prova tecnica: I concorrenti dovranno creare in un tempo stabilito un dolce seguendo la ricetta di Ernst Knam che verrà loro data. I giudici lasceranno il set prima delle prove, al loro rientro in studio troveranno i dolci senza saperne l'autore. Commenteranno le preparazioni finite e dopo l'assaggio esprimeranno le loro preferenze dal peggiore al migliore: solo allora scopriranno chi ha preparato ogni piatto.
- La prova sorpresa: I concorrenti dovranno devono rivisitare in chiave creativa, sotto direttive dei giudici, un dolce.

### Cast
Il cast del programma è formato dai seguenti membri: 

#### Conduzione
- Benedetta Parodi: giornalista, scrittrice e conduttrice televisiva di programmi di successo come Cotto e mangiato e I menù di Benedetta, approda su Real Time come presentatrice di Bake Off Italia (dal 2013) e Junior Bake Off Italia (dal 2015 al 2017).

#### Giudici
- Ernst Knam, campione Italiano di Cioccolateria 2009/2010, campione Italiano di Finger Food 2011, primo gradino del podio nella Coppa del Mondo di Gelateria 2012, è uno dei giudici del programma.
- Damiano Carrara, pastry-chef toscano trasferitosi in California per coltivare la sua passione per la pasticceria.
- Tommaso Foglia, pastry-chef napoletano.

### Luoghi delle riprese
| Location                           | Edizione | Totale |
| Location                           | 1        | Totale |
| ---------------------------------- | -------- | ------ |
| Villa Borromeo d'Adda, Arcore (MB) |          | 1      |

## Edizioni
| Edizione | Conduzione       | Periodo         | Periodo          | Puntate | Giudici    | Giudici         | Giudici        | Famiglie | Vincitori | Vincitori            | Vincitori             |
| Edizione | Conduzione       | Inizio          | Fine             | Puntate | Giudici    | Giudici         | Giudici        | Famiglie | Famiglia  | Componenti           | Pasticceria           |
| -------- | ---------------- | --------------- | ---------------- | ------- | ---------- | --------------- | -------------- | -------- | --------- | -------------------- | --------------------- |
| 1ª       | Benedetta Parodi | 9 dicembre 2022 | 23 dicembre 2022 | 3       | Ernst Knam | Damiano Carrara | Tommaso Foglia | 5        | Palladini | Flavio Paolo Valeria | Pasticceria Palladini |

### Prima edizione
La prima edizione, condotta da Benedetta Parodi in compagnia dei giurati della versione classica del programma, Ernst Knam, Damiano Carrara e Tommaso Foglia, va in onda dal 9 al 23 dicembre 2022 per una durata complessiva di 3 puntate, registrate durante l'estate 2022, presso Villa Borromeo d'Adda ad Arcore, in (Provincia di Monza e della Brianza).

## Audience
| Edizione | Anno | Stagione        | Programmazione | Programmazione | Programmazione | Programmazione | Programmazione | Programmazione | Programmazione | Telespettatori | Share | Premiere       | Premiere | Finale         | Finale |
| Edizione | Anno | Stagione        | L              | M              | M              | G              | V              | S              | D              | Telespettatori | Share | Telespettatori | Share    | Telespettatori | Share  |
| -------- | ---- | --------------- | -------------- | -------------- | -------------- | -------------- | -------------- | -------------- | -------------- | -------------- | ----- | -------------- | -------- | -------------- | ------ |
| 1ª       | 2022 | autunno-inverno |                |                |                |                |                |                |                |                |       | 338.000        | 1,60%    |                |        |